# Jonathan Kuck
Jonathan Kuck (ur. 14 marca 1990 w Urbana) – amerykański łyżwiarz szybki, srebrny medalista olimpijski i czterokrotny medalista mistrzostw świata.

## Kariera
Pierwszy sukces w karierze Jonathan Kuck osiągnął w 2008 roku, kiedy zdobył brązowy medal w wieloboju podczas mistrzostw świata juniorów w Changchun wspólnie z kolegami z reprezentacji był trzeci w biegu drużynowym. Podczas rozgrywanych rok później mistrzostw świata juniorów w Zakopanem zdobył srebrne medale w wieloboju i biegu na 1000 m, a w biegach drużynowym i na dystansie 5000 m był trzeci. Dwa lata wspólnie z Chadem Hedrickiem, Brianem Hansenem i Trevorem Marsicano zdobył srebrny medal w biegu drużynowym na igrzyskach olimpijskich w Vancouver. W swoim jedynym starcie indywidualnym, biegu na 10 000 m, Amerykanin zajął ósme miejsce. W 2010 roku zdobył też srebrny medal podczas wielobojowych mistrzostw świta w Heerenveen, gdzie przegrał tylko ze Svenem Kramerem z Holandii. Kolejny medal zdobył podczas mistrzostw świata na dystansach w Inzell, gdzie razem z Trevorem Marsicano i Shanim Davisem zwyciężył w biegu drużynowym. Drużyna amerykańska jako pierwsza w historii mistrzostw świata na dystansach reprezentację Holandii. Mistrzostwa świata na dystansach w Heerenveen w 2012 roku przyniosły mu trzy medale: srebrny w biegu drużynowym oraz brązowe na dystansach 5000 i 10 000 m. W 2014 roku brał udział w igrzyskach w Soczi, zajmując siódme miejsce drużynowo, 19. miejsce w biegu na 5000 m oraz 37. miejsce na 1500 m. Kilkakrotnie stawał na podium zawodów Pucharu Świata, odnosząc jedno indywidualne zwycięstwo. W sezonie 2011/2012 był trzeci w klasyfikacji końcowej startu wspólnego, przegrywając tylko z Francuzem Alexisem Continem i Jorritem Bergsmą z Holandii.